# Chalepogenus vogeli
Chalepogenus vogeli är en biart som beskrevs av Roig-alsina 1999. Chalepogenus vogeli ingår i släktet Chalepogenus och familjen långtungebin. Inga underarter finns listade i Catalogue of Life.